# Passeig de la Fama de Hollywood

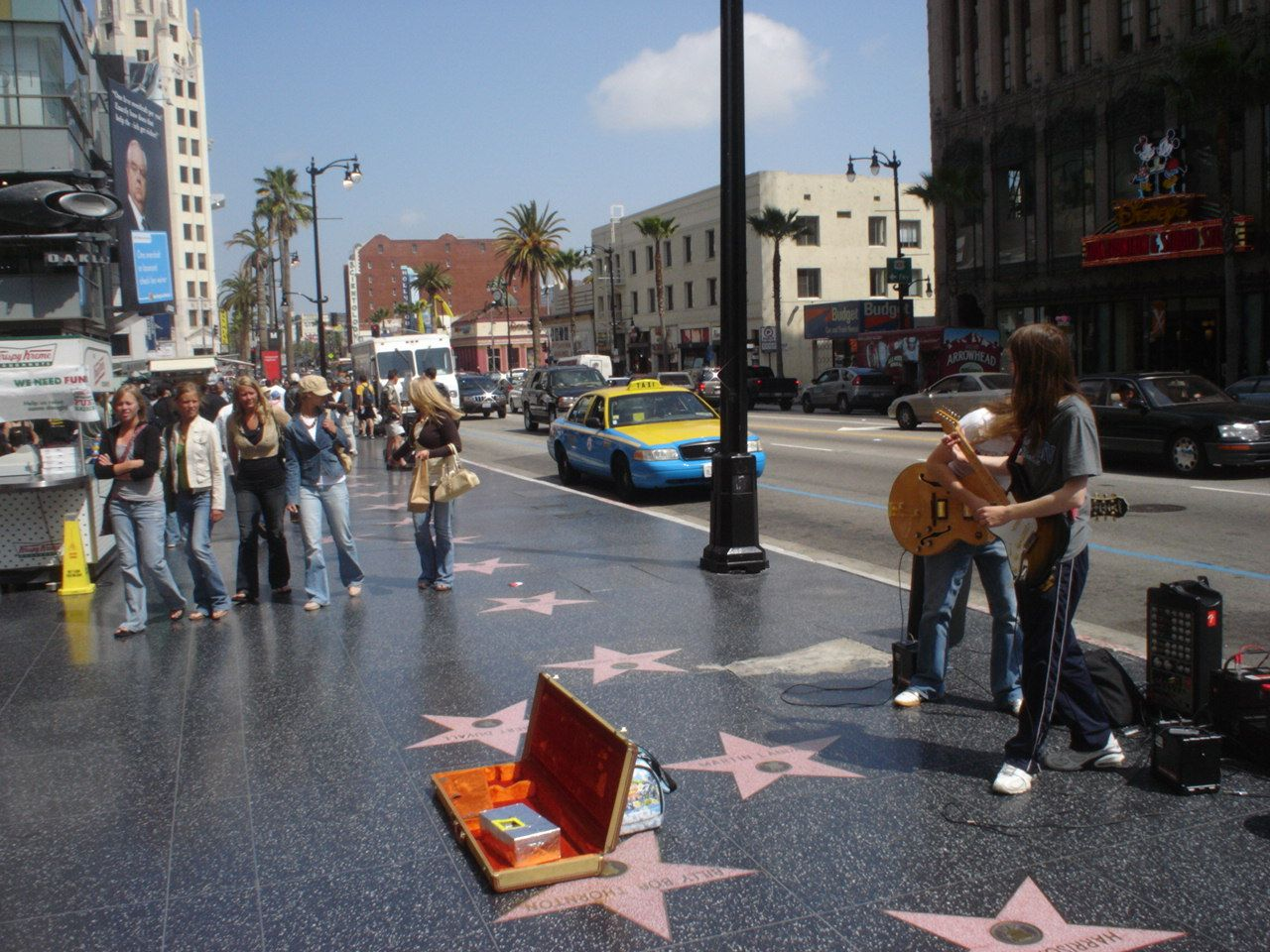
Una banda toca al Passeig de la Fama de Hollywood

El Passeig de la Fama de Hollywood (en anglès the Hollywood Walk of Fame) és una vorera al llarg de Hollywood Boulevard i Vine Street a Hollywood, Califòrnia, al terra dels quals hi ha col·locades més de 2.000 estrelles de cinc puntes amb els noms de celebritats que la Cambra de Comerç de Hollywood honra per la seva contribució a la indústria de l'entreteniment.

## Característiques
El Passeig de la Fama transcorre d'est a oest al Hollywood Boulevard, des del carrer Gower fins a l'avinguda La Brea, i de nord a sud en el carrer Vine entre Yucca Street i Sunset Boulevard.
Cada estrella consisteix en una rajola de color carbó que emmarca una estrella de cinc puntes incrustada, amb fons rosa i vora de bronze. Dins de l'estrella rosa hi ha el nom de la persona homenatjada gravat en bronze, i a sota es troba un emblema rodó, també de bronze, que indica la categoria per la qual a aquesta persona se li va concedir l'estrella.

## Emblemes
Els emblemes són: una càmera cinematogràfica, per la seva contribució a la indústria del cinema; un decorat de televisió, per la seva contribució a la indústria televisiva; un fonògraf, per la seva contribució al món de la música; un micròfon radiofònic, per la seva contribució a la indústria de la ràdio i una màscara tragicòmica, per la seva contribució a la indústria teatral.

## Història

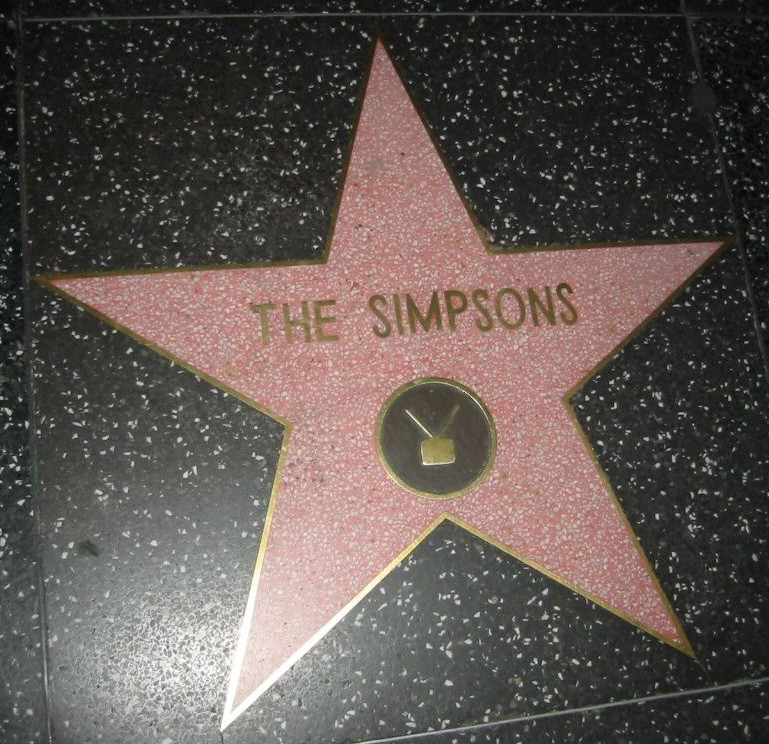
Els Simpsons al Passeig de la Fama

Creats el 1958 per l'artista californià Oliver Weismuller, qui va ser contractat per la ciutat per a donar a Hollywood una «rentada de cara», el Passeig de la Fama s'ha convertit en un homenatge a totes aquelles persones relacionades amb el show business. Els homenatjats reben una estrella a partir dels seus assoliments en el cinema, el teatre, la ràdio, la televisió o la música. Moltes persones van rebre diverses estrelles durant la fase inicial de lliurament dels premis per la seva contribució en diferents categories; no obstant això, posteriorment s'ha tendit a premiar aquelles persones que encara no havien rebut una estrella, i només s'han reconegut persones anteriorment premiades en un grapat d'ocasions.
El 1978, la ciutat de Los Angeles va declarar el Passeig de la Fama «Bé Cultural i Històric». El Passeig de la Fama original tenia 2.500 estrelles en blanc. Un total de 1.558 van ser atorgades durant els primers setze mesos. Des de llavors, s'han atorgat estrelles a un ritme aproximat de dues al mes. El 1994, havien estat atorgades més de 2.000 de les estrelles inicials, i es van incloure més estrelles per a estendre el Passeig des de l'avinguda Sycamore fins a l'avinguda La Brea. Les estrelles se situen en llocs permanents, excepte a vegades en les quals, per causes especials (per exemple, construcció d'edificis o obres), les estrelles han de canviar-se de lloc. Les noves estrelles es trien a partir d'una llista de nominats que es publica el 31 de maig de cada any. El Comitè del Passeig de la Fama es reuneix cada mes de juny per a seleccionar els homenatjats l'any següent. Les cerimònies de concessió estan obertes a tothom i estan conduïdes per Johnny Grant, alcalde honorífic de Hollywood.

## Manteniment
El Passeig de la Fama és mantingut per la Hollywood Historic Trust. Perquè una persona pugui obtenir una estrella, ha d'estar d'acord a acudir a una cerimònia de lliurament en els següents cinc anys, i ha de pagar una quota de 15.000 $ per costos tals com la seguretat en la cerimònia de lliurament; el 2003, un reportatge de la cadena de televisió FOX News assegurava que les quotes eren habitualment pagades per patrocinadors (estudis cinematogràfics o companyies discogràfiques) com a publicitat per a algun nou projecte de la persona homenatjada. En altres ocasions, la tarifa és pagada per un club de fans o per la persona o l'organització premiada.
El 2004, el nombre total d'estrelles lliurades fins al moment és d'aproximadament 2.150.

## Estrelles robades
Des que es van començar a instal·lar les estrelles el 1960, quatre han estat robades. Les de James Stewart i Kirk Douglas van desaparèixer del lloc on s'havien guardat quan van ser retirades a causa d'una construcció que s'havia de realitzar al carrer Vine. El culpable va ser un contractista que va ser detingut amb les dues estrelles completament destrossades i inutilitzables. L'estrella de Gene Autry, que també va ser retirada per un projecte de construcció, va aparèixer a Iowa. I el 27 de novembre de 2005, l'estrella de Gregory Peck va ser robada del Passeig prop del carrer Gower. Aquesta vegada no va ser per un projecte de construcció, sinó que va ser un grup de lladres qui la van arrencar de la vorera. Per a evitar aquests robatoris, s'han pres mesures tals com la col·locació de càmeres de seguretat a la zona, encara que, com en el cas de novembre de 2005, no sempre eviten que es produeixin.

## Curiositats
- Joanne Woodward va rebre la primera estrella del Passeig de la Fama el 9 de febrer de 1960.
- En l'encreuament de Hollywood Boulevard i Vine Street, unes estrelles rodones especials en cadascun dels quatre cantons commemoren els astronautes de la missió Apollo 11: Neil Armstrong, Michael Collins i Edwin E. Aldrin.
- L'única persona que ha rebut una estrella en cadascuna de les cinc categories ha estat Gene Autry.
- Des de 2005, les companyies poden rebre estrelles al Passeig. La primera que la va rebre fou Disneyland, en reconeixement pel seu 50è aniversari.
- El Passeig de la Fama apareix breument en la pel·lícula de 2003 The Italian Job, així com en les pel·lícules Stuart Saves His Family, La meva noia i Pretty Woman.
- Existeixen dos actors anomenats Harrison Ford amb estrelles al Passeig de la Fama. El primer va ser Harrison Ford, un actor de pel·lícules mudes, qui va rebre l'estrella en la dècada de 1950. El segon és el conegut actor Harrison Ford, l'estrella del qual es pot trobar enfront del Kodak Theater al 6801 de Hollywood Blvd.
- Mary-Kate i Ashley Olsen, que tenien disset anys quan van rebre l'estrella, són les premiades més joves a pertànyer al Passeig de la Fama. Són també les úniques bessones que han rebut una estrella. Van ser premiades per la seva contribució al món de la televisió.
- Run DMC és el primer grup de hip-hop que té una estrella al Passeig.
- Queen Latifah és la primera cantant de hip hop a tenir una estrella.
- Maurice Diller, que va rebre una estrella en el Passeig de la Fama, és una persona que no ha existit i no se sap quan es va concedir el premi. Quan el diari Los Angeles Times ho va descobrir, a la fi de la dècada de 1980, i l'estrella va ser retirada.
- Els únics dibuixos animats que  tenen una estrella son Mickey Mouse, Minnie Mouse, l' Ànec Donald, La Blancaneu, Campaneta, Winnie-the-Pooh, Bugs Bunny, Shrek, Woody Woodpecker, Els Simpson, els Rugrats, Snoopy i Alvin i els esquirols.
- Les úniques titelles que tenen són Kermit the Frog i Big bird.
- Es únics personatges de live action que tenen una estrella són Godzilla i Batman.